# Oldenlandia herbacea
Oldenlandia herbacea là một loài thực vật có hoa trong họ Thiến thảo. Loài này được (L.) Roxb. mô tả khoa học đầu tiên năm 1814.

## Hình ảnh

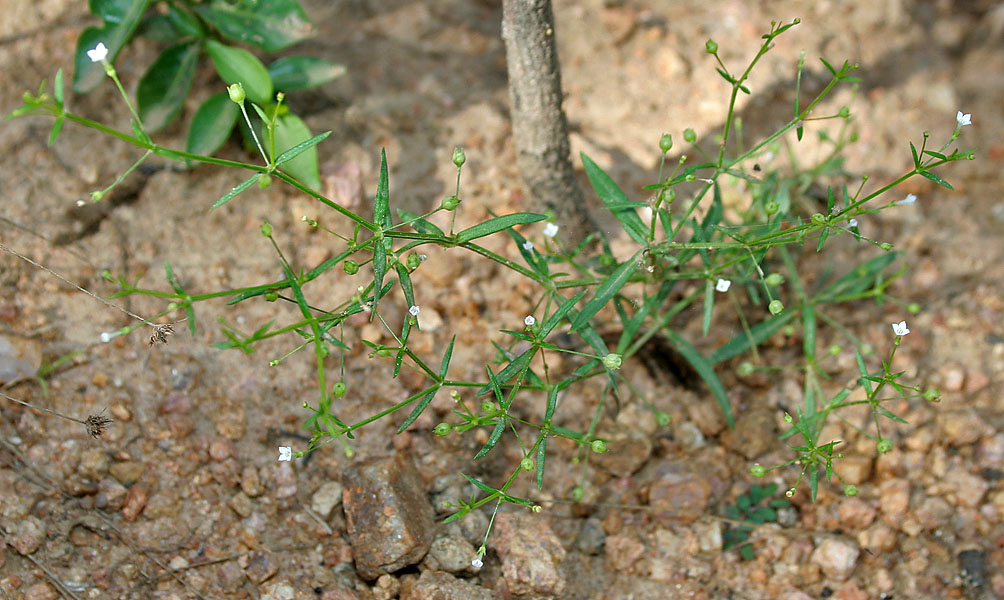
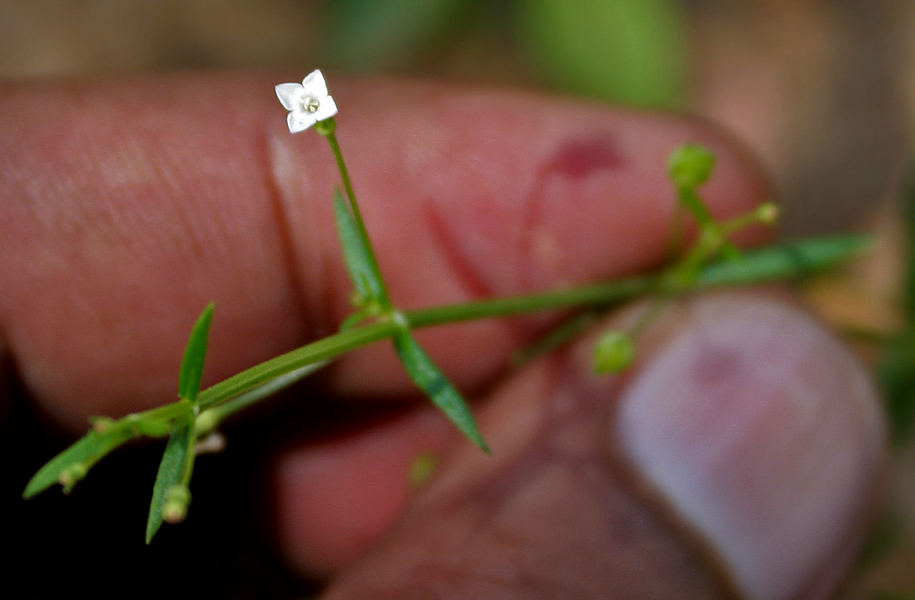
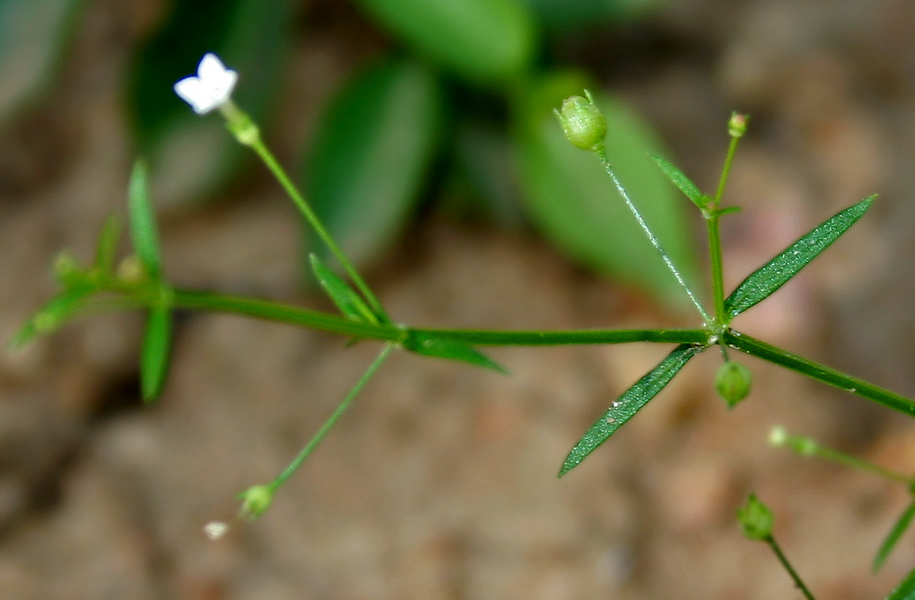
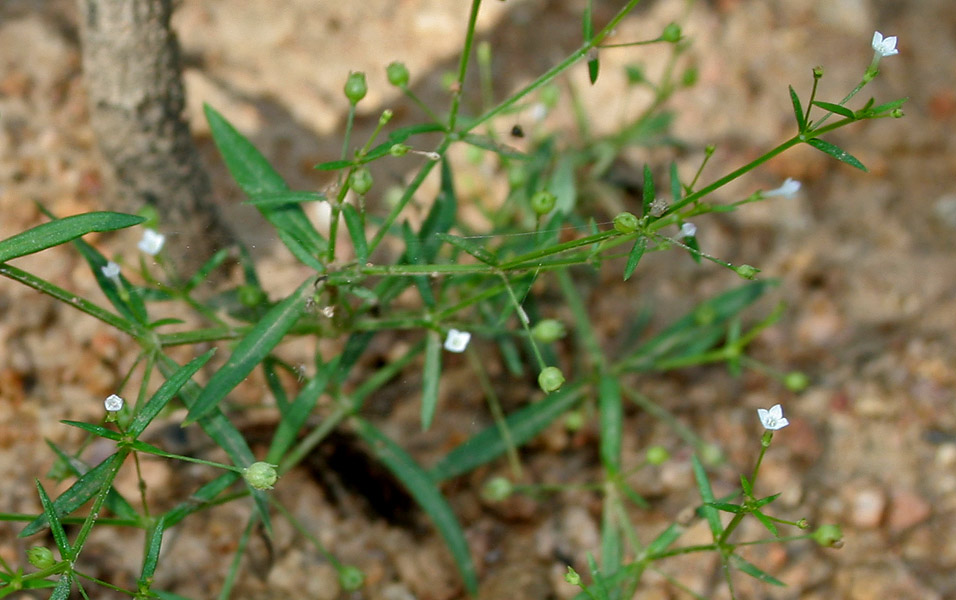